# Hinzuanius gracilis
Hinzuanius gracilis – gatunek kosarza z podrzędu Laniatores i rodziny Biantidae.

## Występowanie
Gatunek jest endemiczny dla Madagaskaru.